# 奥尔森灭绝事件
奥尔森灭绝事件（英語：Olson's Extinction）是发生在约2.73亿年前二叠纪中期的乌拉尔世晚期与瓜达洛普世早期之间的一场生物集群灭绝事件，發生時間比著名的二叠纪末大灭绝早2,200万年。这次灭绝事件的命名来自于最先发现此时期的脊椎动物化石记录空缺和其后动物相出现剧变的美国古生物学家埃弗里特·奥尔森（Everett C. Olson，1910～1993），有学者也认为这次灭绝事件的范围涉及除陆生动物外的许多其它不同类群，包括有胚植物和海洋生物，但学界对此有所争议。

## 鉴定
埃弗里特·奥尔森在1955年最早发现二叠纪早期由合弓纲盘龙目四足动物为优势物种的陆地生态系统与二叠纪中后期以兽孔目（所谓的“似哺乳爬行动物”）为主的生态系统的化石记录之间有空缺，起初认为是因保存化石的地质条件造成的，因此当时学界称之为“奥尔森空缺”（Olson's Gap）。鉴定这个“空缺”的起因十分困难，而研究者还面对无法确定整个时期的跨度和具体种群灭绝时长的问题。目前学界有观点认为此灭绝事件是个跨越数百万年的长期过程，另有认为这其实是数个小的灭绝潮。
在1990年代和2000年代，研究者收集了足够的植物、海洋生物和四足动物的生物多样性证据，认定在二叠纪末大灭绝之前有过一次对陆地生命造成重大冲击的较大灭绝潮，因此开始将这个时间更名为“奥尔森灭绝”。在2012年，对美国西南部和欧洲俄罗斯保留较好的二叠纪中期化石群最终盖棺定论的证明了所谓的“空缺”并不是岩层保存条件的问题。尽管如此，在空谷期—罗德期之交是否真发生了灭绝事件仍有争议，有人认为观察到的多样性降低是因为这个时期前后的最大的样本所处地点不同（从古赤道地区变成了古温带地区，而在现今热带的生物多样性最丰富）。2017年的一项研究则证明二叠纪早期的温带动物相与热带动物相没有太大差别，因此多样性变化不是因为样本地点不同而是一个真实发生的灭绝事件，同时还指出整个二叠纪温带的多样性才是最高的。

## 可能起因
目前针对奥尔森灭绝事件尚且没有被普遍接受的起因理论。2010年代研究表示气候变化可能是原因之一，因为有迹象表明现今堪萨斯地区在二叠纪出现过极端环境，因而造成了与奥尔森灭绝同期的炎热气候和水体酸化。

## 灭绝范围

### 陆地

#### 植物
植物在二叠纪中后期和三叠纪早期出现了大规模演替，陆地植物的高灭绝率（>60％）从奥尔森灭绝事件到三叠纪中期足足持续了约2340万年。奥尔森灭绝事件造成了整个古生代第三大植物灭绝高峰，有25％的属消失，其中以孢子繁殖的蕨类植物尤其遭殃，而种子植物则受影响较轻。

#### 动物
二叠纪是四足动物快速变化的时期，而其中最为明显的是合弓类羊膜动物的大量辐射和演化。奥尔森灭绝事件前后最大的变化是二叠纪早期常见的爬行形类（如阔齿龙）和基群合弓类（各种“盘龙”）到了二叠纪中后期则被形态大异的兽孔目彻底取代，并之后分化出了巴莫鳄亚目、恐头兽亚目、异齿亚目、丽齿兽亚目、兽头亚目和犬齿兽亚目六个主要演化支。2008年布里斯托大学的一项研究证明奥尔森灭绝事件不是一个逐步的动物相演替过程，而是一个全球范围的突变事件。而兽孔目则开始演化出更类似于现今哺乳动物的一些形态特征，因此曾被称为“似哺乳爬行动物”。
整个灭绝事件可能分为两个阶段：基龙类和蛇齿龙类在空谷期—罗德期之交灭绝，使得卡色龙类和当时尚且小众的兽孔目得以多样化；而在罗德期后期处于顶级掠食者生态位的楔齿龙类灭绝（虽然这可能是从萨克马尔期就开始的一个历时2000万年的缓慢衰落），同时卡色龙也同样开始衰落。奥尔森灭绝也造成了真爬行动物在古生代最大的灭绝高峰，规模甚至超过了之后有“大死亡”之称的二叠纪末大灭绝。而从石炭纪结束后就开始衰落的离片椎类两栖动物也遭受了重创。
2011年12月，南非发现了现存最晚的盘龙类化石——一副来自于2.6亿年前的蜥代龙残骸。这说明了蜥代龙与卡色龙一样在奥尔森灭绝中幸存并成为劫后的先锋物种。

### 水体
乌拉尔世与瓜达洛普世之交的鱼类灭绝率出现了显著提升，但同时物种形成也在加速，因此并未出现物种多样性的显著降低，比如软骨鱼类的多样性直到瓜达洛普世中期才出现明显降低。

## 恢复
奥尔森灭绝事件造成的物种丧失直到二叠纪结束也没有完全恢复，因为随后发生的瓜达洛普世末期灭绝事件和二叠纪—三叠纪灭绝事件造成了大部分奥尔森灭绝事件后幸存的物种灭绝。有学者估计，物种多样性直到3000万年后进入三叠纪才恢复到二叠纪早期的水平。
奥尔森灭绝事件最明显的后果是盘龙目中的一支——楔齿龙类中的兽孔目开始崛起并在之后2000多万年间都是陆地上的优势种群，而后世的哺乳动物则演化自兽孔目中多样性最繁盛的犬齿兽亚目。而最近在中国甘肃玉门北祁连山青头山组发现的罗德期大山口动物群也许会为未来研究提供更多信息。

## 參见
- 瓜达洛普世末期灭绝事件
- 二叠纪—三叠纪灭绝事件